# Soulosse-sous-Saint-Élophe
Soulosse-sous-Saint-Élophe és un municipi francès, situat al departament dels Vosges i a la regió del Gran Est. L'any 2007 tenia 584 habitants.

## Demografia

### Població
El 2007 la població de fet de Soulosse-sous-Saint-Élophe era de 584 persones. Hi havia 224 famílies, de les quals 40 eren unipersonals (12 homes vivint sols i 28 dones vivint soles), 80 parelles sense fills, 76 parelles amb fills i 28 famílies monoparentals amb fills.
La població ha evolucionat segons el següent gràfic:
Habitants censats

### Habitatges
El 2007 hi havia 258 habitatges, 228 eren l'habitatge principal de la família, 18 eren segones residències i 12 estaven desocupats. 250 eren cases i 7 eren apartaments. Dels 228 habitatges principals, 194 estaven ocupats pels seus propietaris, 26 estaven llogats i ocupats pels llogaters i 8 estaven cedits a títol gratuït; 2 tenien una cambra, 8 en tenien dues, 24 en tenien tres, 41 en tenien quatre i 153 en tenien cinc o més. 185 habitatges disposaven pel capbaix d'una plaça de pàrquing. A 99 habitatges hi havia un automòbil i a 108 n'hi havia dos o més.

### Piràmide de població
La piràmide de població per edats i sexe el 2009 era:
| Homes | Edats   | Dones |
| ----- | ------- | ----- |
| 0     | 95 o +  | 0     |
| 0     | 90 a 94 | 0     |
| 8     | 85 a 89 | 12    |
| 4     | 80 a 84 | 4     |
| 4     | 75 a 79 | 8     |
| 4     | 70 a 74 | 4     |
| 12    | 65 a 69 | 8     |
| 20    | 60 a 64 | 20    |
| 4     | 55 a 59 | 4     |
| 32    | 50 a 54 | 28    |
| 16    | 45 a 49 | 28    |
| 28    | 40 a 44 | 28    |
| 28    | 35 a 39 | 4     |
| 0     | 30 a 34 | 12    |
| 12    | 25 a 29 | 16    |
| 32    | 20 a 24 | 12    |
| 24    | 15 a 19 | 40    |
| 32    | 10 a 14 | 32    |
| 12    | 5 a 9   | 12    |
| 0     | 0 a 4   | 8     |

## Economia
El 2007 la població en edat de treballar era de 387 persones, 274 eren actives i 113 eren inactives. De les 274 persones actives 243 estaven ocupades (137 homes i 106 dones) i 31 estaven aturades (15 homes i 16 dones). De les 113 persones inactives 42 estaven jubilades, 28 estaven estudiant i 43 estaven classificades com a «altres inactius».

### Ingressos
El 2009 a Soulosse-sous-Saint-Élophe hi havia 235 unitats fiscals que integraven 643,5 persones, la mediana anual d'ingressos fiscals per persona era de 16.270 €.

### Activitats econòmiques
Dels 25 establiments que hi havia el 2007, 3 eren d'empreses extractives, 1 d'una empresa alimentària, 4 d'empreses de fabricació d'altres productes industrials, 6 d'empreses de construcció, 4 d'empreses de comerç i reparació d'automòbils, 2 d'empreses d'hostatgeria i restauració, 1 d'una empresa financera, 1 d'una empresa de serveis, 1 d'una entitat de l'administració pública i 2 d'empreses classificades com a «altres activitats de serveis».
Dels 6 establiments de servei als particulars que hi havia el 2009, 1 era un taller de reparació d'automòbils i de material agrícola, 1 paleta, 1 lampisteria, 1 electricista, 1 empresa de construcció i 1 restaurant.
Els 2 establiments comercials que hi havia el 2009 eren fleques.
L'any 2000 a Soulosse-sous-Saint-Élophe hi havia 8 explotacions agrícoles que ocupaven un total de 909 hectàrees.

## Equipaments sanitaris i escolars
El 2009 hi havia una escola elemental.

## Poblacions més properes
El següent diagrama mostra les poblacions més properes.